# AGS-30
El AGS-30 es un lanzagranadas automático de diseño ruso que actualmente es producido en Rusia y está en servicio con las Fuerzas Armadas de Rusia. 

## Descripción
Diseñado sobre la base del AGS-17, el AGS-30 ofrece una mejor movilidad, mayor alcance, cadencia de disparo y más precisión al disparar. Es significativamente más ligero que su predecesor, pero mucho más avanzado y poderoso. El AGS-30 pesa 30 kg cargado, por lo que puede ser transportado por un hombre. Usando una granada especialmente diseñada, el AGS-30 puede atacar blancos a más de 2.000 m. Su retroceso es reducido gracias a un mecanismo eyector más eficaz. Va montado sobre un trípode ajustable. 

## Desarrollo
Tras la disolución de la Unión Soviética, Rusia se halló en una difícil posición durante la primera guerra chechena. Luego de los éxitos del AGS-17 en Afganistán, el KBP Instrument Design Bureau empezó inmediatamente a trabajar en el nuevo lanzagranadas. El Ejército ruso necesitaba un arma que pudiese desalojar fácilmente a los rebeldes de sus escondites fortificados y eliminarlos en segundos. El nuevo diseño demostró ser fiable y letal. Otra mejora del arma es su capacidad de ocultarse ante el enemigo - con menos ruido al disparar, un fogonazo reducido y la gran velocidad de sus granadas, hacen que el AGS-30 sea muy difícil de detectar. Puede dispararse desde casi cualquier lugar, como una ventana, terrenos lodosos y/o cubiertos de hierba.  

## Munición
El AGS-30 es alimentado desde tambores portacinta especiales que contienen una cinta de 29 granadas. El tambor portacinta lleno pesa unos 14 kg. Las agarraderas están instaladas en el soporte del arma, que es parte del trípode, en lugar del cajón de mecanismos del lanzagranadas. El gatillo se encuentra en la agarradera derecha, por lo cual el disparo es más cómodo y controlable. El AGS-30 solamente puede disparar en modo automático. Su equipo de puntería estándar es una mira óptica PAG-17 de 2,7x aumentos.    

## Usuarios
- Rusia
- Argelia[1]
- Armenia
- Azerbaiyán
- Cuba: los produce bajo licencia para su Ejército.
- India: Fabricado en la Fábrica de Armamento de Tiruchirappalli, parte del Comité de Fábricas de Armamento.[2]